# Tarama
Tarama (jap. 多良間村 Tarama-son) – wieś w Japonii, w prefekturze Okinawa, w archipelagu Miyako. Według danych na rok 2020 miejscowość zamieszkiwało 1 058 mieszkańców , a gęstość zaludnienia wyniosła 48,1 os./km².